# Gay Rights National Lobby
La Gay Rights National Lobby (GRNL) è stata una lobby per la difesa dei diritti delle persone omosessuali nata a Chicago nel 1975, ma registrata ufficialmente a Washington nel 1976. Attiva fino agli anni '80, nel 1985 si è fusa con la Human Rights Campaign che attualmente costituisce la più grande associazione LGBT d'America, con più di 750.000 soci e sostenitori.

## Attività
Come gruppo di pressione la GRNL è stata attiva negli Stati Uniti al fine di opporsi alla promulgazione di leggi svantaggiose per le persone omosessuali. Una delle più note iniziative dell'organizzazione riguarda infatti l'opposizione al Family Protection Act proposto dall'amministrazione Reagan nel 1981.